# Кроповская
Кроповская — нежилая деревня в Шенкурском районе Архангельской области. Входит в состав муниципального образования «Шеговарское».

## География
Деревня расположена в южной части Архангельской области, в таёжной зоне, в пределах северной части Русской равнины, в 47 километрах на север от города Шенкурска, на правом берегу реки Вага.
Часовой пояс
Кроповская, как и вся Архангельская область, находится в часовой зоне МСК (московское время). Смещение применяемого времени относительно UTC составляет +3:00.

## Население
| 2002 | 2010 | 2012 |
| ---- | ---- | ---- |
| 4    | ↘0   | →0   |

## История
Указана в «Списке населенных мест Архангельской губернии к 1905 году» как деревня Кроповская(Чаща). Насчитывала 14 дворов, 50 мужчин и 58 женщин. В административном отношении деревня входила в состав Шеговарского сельского общества Предтеченской волости Шенкурского уезда Архангельской губернии.